# إيفان جراف
إيفان جراف (بالكرواتية: Ivan Graf) (17 يونيو 1987 في كرواتيا - ) هو لاعب كرة قدم كرواتي في مركز الدفاع. لعب مع نادي دينامو زغرب.

## وصلات خارجية
- إيفان جراف على موقع الاتحاد الأوربي (الإنجليزية)
- إيفان جراف على موقع اتحاد أوكرانيا (الإنجليزية)
- إيفان جراف على موقع قاعدة بيانات كرة القدم.إي يو (الإنجليزية)
- إيفان جراف على موقع Soccerway.com (الإنجليزية)